# Richard Bausch
Richard Carl Bausch (Fort Benning, Georgia, 18 de abril de 1945) es un escritor estadounidense.
Es gemelo de Robert Bausch.
Estudió en la George Mason University y en la Universidad de Iowa.
Ha ganado premios como el Premio Rea.